# Polycyrtus boliviensis
Polycyrtus boliviensis är en stekelart som beskrevs av Joseph Augustine Cushman 1931. Polycyrtus boliviensis ingår i släktet Polycyrtus och familjen brokparasitsteklar. Inga underarter finns listade i Catalogue of Life.